# 公主嶺駅
公主嶺駅（こうしゅれいえき）とは、中華人民共和国吉林省長春市公主嶺市にある京哈線の駅。瀋陽鉄路局の管理下にあり、二等駅。

## 歴史
- 1901年　開業。

## 隣の駅
中華人民共和国鉄道部
京哈線
大楡樹駅 - 公主嶺駅 - 劉房子駅
座標: 北緯43度30分24秒 東経124度48分20秒 / 北緯43.50664度 東経124.805659度